# Queubus echidna
Queubus echidna là một loài nhện biển trong họ Ascorhynchoidea (incertae sedis). Chúng được miêu tả khoa học năm 2007 bởi Bamber & Steffani.